# سیارک ۱۰۴۸۱
سیارک ۱۰۴۸۱ (به انگلیسی: 10481 Esipov، نامگذاری:1982QK3) ده هزار و چهارصد و هشتاد و یکمین سیارک کشف شده‌است که در ۲۳ اوت ۱۹۸۲ کشف شد.
قدر مطلق سیارک برابر ۲۱٫۴ است.